# Cantonul Saint-Étienne-de-Baïgorry
Cantonul Saint-Étienne-de-Baïgorry este un canton din arondismentul Bayonne, departamentul Pyrénées-Atlantiques, regiunea Aquitania, Franța.

## Comune
- Aldudes
- Anhaux
- Ascarat
- Banca
- Bidarray
- Irouléguy
- Lasse
- Ossès
- Saint-Étienne-de-Baïgorry (reședință)
- Saint-Martin-d'Arrossa
- Urepel